# リンカーン郡 (ネバダ州)
リンカーン郡（Lincoln County）は、アメリカ合衆国ネバダ州の郡である。人口は4,165人（2000年）。郡庁所在地はPiocheである。この郡には有名なエリア51が設置されている。

## 地理
アメリカ合衆国統計局によると、この郡は総面積27,549 km2 (10,637 mi2)である。このうち27,541 km2 (10,634 mi2) が陸地で8 km2 (3 mi2) が水地域である。総面積の0.03%が水地域となっている。

## 人口動勢
2000年国勢調査で、この郡は人口4,165人、1,540世帯、及び1,010家族が暮らしている。人口密度は0/km2 (0/mi2)である。0/km2 (0/mi2) の平均的な密度に2,178軒の住宅が建っている。この郡の人種的な構成は白人91.50%、アフリカン・アメリカン1.78%、先住民1.75%、アジア0.34%、太平洋諸島系0.02%、その他の人種2.69%、及び混血1.92%である。人口の5.31%はヒスパニックまたはラテン系である。
この郡内の住民は30.10%が18歳未満の未成年、18歳以上24歳以下が6.00%、25歳以上44歳以下が21.90%、45歳以上64歳以下が25.90%、及び65歳以上が16.20%にわたっている。中央値年齢は39歳である。女性100人ごとに対して男性は107.90人である。18歳以上の女性100人ごとに対して男性は108.20人である。
この郡内の世帯ごとの平均的な収入は31,979米ドルであり、家族ごとの平均的な収入は45,588米ドルである。男性は40,048米ドルに対して女性は23,571米ドルの平均的な収入がある。この郡の一人当たりの収入 (per capita income) は17,326米ドルである。人口の16.50%及び家族の11.50%は貧困線以下である。全人口のうち18歳未満の19.60%及び65歳以上の17.40%は貧困線以下の生活を送っている。

## 都市及び町
- Pioche (郡庁所在地)
- Caliente
- パナカ (Panaca)
- Rachel
- アラモ (Alamo)
- アシュスプリングス  (Ash Springs)

1. ↑   Find a County, National Association of Counties 2011年6月7日閲覧。
2. ↑   American FactFinder, United States Census Bureau 2008年1月31日閲覧。